# Nanobagrus armatus
Nanobagrus armatus är en fiskart som först beskrevs av Vaillant 1902.  Nanobagrus armatus ingår i släktet Nanobagrus och familjen Bagridae. Inga underarter finns listade i Catalogue of Life.